# Hisatsu-Linie
| Zug Isaburou-Shinpei |                   |                                             |                                             |
| Hisatsu-Linie (rot) |                   |                                             |                                             |
| Streckenlänge: | 124,2 km          |                                             |                                             |
| Spurweite: | 1067 mm (Kapspur) |                                             |                                             |
| Maximale Neigung: | 25 ‰              |                                             |                                             |
| |                   |                                             |                                             |
| \| \| \| Kagoshima-Hauptlinie von Mojiko \| \| \| \| 0,0 \| Yatsushiro \| Yatsushiro \| \| \| \| Hisatsu-Orange-Tetsudō-Linie nach Kagoshima \| \| \| \| \| Hisatsu-Orange-Tetsudō-Linie \| \| \| \| \| Kyūshū Shinkansen \| \| \| \| 5,2 \| Dan \| Dan \| \| \| \| 4 Tunnel \| \| \| \| 11,0 \| Sakamoto \| Sakamoto \| \| \| \| \| \| \| \| 14,4 \| Haki \| Haki \| \| \| \| \| \| \| \| 16,8 \| Kamase \| Kamase \| \| \| \| Kuma \| \| \| \| \| 2 Tunnel \| \| \| \| 19,6 \| Setoishi \| Setoishi \| \| \| \| \| \| \| \| 23,5 \| Kaiji \| Kaiji \| \| \| 26,7 \| Yoshio \| Yoshio \| \| \| \| \| \| \| \| 29,8 \| Shiroishi \| Shiroishi \| \| \| \| 5 Tunnel \| \| \| \| 34,9 \| Kyūsendō \| Kyūsendō \| \| \| \| 2 Tunnel \| \| \| \| 39,8 \| Isshōchi \| Isshōchi \| \| \| \| 2 Tunnel \| \| \| \| 42,4 \| Naraguchi \| Naraguchi \| \| \| \| Kuma \| \| \| \| 45,3 \| Watari \| Watari \| \| \| 48,4 \| Nishi-Hitoyoshi \| Nishi-Hitoyoshi \| \| \| 51,8 \| Hitoyoshi (106,6 m) \| Hitoyoshi (106,6 m) \| \| \| \| Kumagawa Tetsudō Yunomae-Linie \| \| \| \| \| Kuma \| \| \| \| \| 3 Tunnel \| \| \| \| 62,2 \| Okoba (294,1 m) \| Okoba (294,1 m) \| \| \| \| 5 Tunnel \| \| \| \| 71,7 \| Yatake (536,9 m) \| Yatake (536,9 m) \| \| \| \| Yatake-Daiichi-Tunnel (2096 m) \| \| \| \| \| 4 Tunnel \| \| \| \| 79,0 \| Masaki (380 m) \| Masaki (380 m) \| \| \| \| 5 Tunnel \| \| \| \| \| Kitto-Linie (Ebino-Kōgen-Linie) \| \| \| \| 86,8 \| Yoshimatsu (213 m) \| Yoshimatsu (213 m) \| \| \| \| \| \| \| \| 94,3 \| Kurino \| Kurino \| \| \| \| Yamano-Linie nach Minamata (bis 1988) \| \| \| \| \| \| \| \| \| 100,8 \| Ōsumi-Yokogawa \| Ōsumi-Yokogawa \| \| \| \| \| \| \| \| 102,8 \| Uemura \| Uemura \| \| \| 106,5 \| Kirishima-Onsen \| Kirishima-Onsen \| \| \| \| 3 Tunnel \| \| \| \| 112,3 \| Kareigawa \| Kareigawa \| \| \| 114,4 \| Nakafukura \| Nakafukura \| \| \| 116,8 \| Hyōkiyama \| Hyōkiyama \| \| \| \| 3 Tunnel \| \| \| \| 121,6 \| Hinatayama \| Hinatayama \| \| \| \| Nippō-Hauptlinie von Kokura \| \| \| \| 124,2 \| Hayato \| Hayato \| \| \| \| Nippō-Hauptlinie nach Kagoshima \| \| |                   |                                             |                                             |
| Strecke |                   | Kagoshima-Hauptlinie von Mojiko             | Kagoshima-Hauptlinie von Mojiko             |
| Bahnhof | 0,0               | Yatsushiro                                  | Yatsushiro                                  |
| Abzweig geradeaus und nach links |                   | Hisatsu-Orange-Tetsudō-Linie nach Kagoshima | Hisatsu-Orange-Tetsudō-Linie nach Kagoshima |
| Kreuzung geradeaus unten |                   | Hisatsu-Orange-Tetsudō-Linie                | Hisatsu-Orange-Tetsudō-Linie                |
| Kreuzung geradeaus unten |                   | Kyūshū Shinkansen                           | Kyūshū Shinkansen                           |
| Haltepunkt / Haltestelle | 5,2               | Dan                                         | Dan                                         |
| Tunnel |                   | 4 Tunnel                                    | 4 Tunnel                                    |
| Bahnhof | 11,0              | Sakamoto                                    | Sakamoto                                    |
| Tunnel |                   |                                             |                                             |
| Haltepunkt / Haltestelle | 14,4              | Haki                                        | Haki                                        |
| Tunnel |                   |                                             |                                             |
| Haltepunkt / Haltestelle | 16,8              | Kamase                                      | Kamase                                      |
| Brücke über Wasserlauf |                   | Kuma                                        | Kuma                                        |
| Tunnel |                   | 2 Tunnel                                    | 2 Tunnel                                    |
| Bahnhof | 19,6              | Setoishi                                    | Setoishi                                    |
| Tunnel |                   |                                             |                                             |
| Haltepunkt / Haltestelle | 23,5              | Kaiji                                       | Kaiji                                       |
| Haltepunkt / Haltestelle | 26,7              | Yoshio                                      | Yoshio                                      |
| Tunnel |                   |                                             |                                             |
| Haltepunkt / Haltestelle | 29,8              | Shiroishi                                   | Shiroishi                                   |
| Tunnel |                   | 5 Tunnel                                    | 5 Tunnel                                    |
| Haltepunkt / Haltestelle | 34,9              | Kyūsendō                                    | Kyūsendō                                    |
| Tunnel |                   | 2 Tunnel                                    | 2 Tunnel                                    |
| Haltepunkt / Haltestelle | 39,8              | Isshōchi                                    | Isshōchi                                    |
| Tunnel |                   | 2 Tunnel                                    | 2 Tunnel                                    |
| Haltepunkt / Haltestelle | 42,4              | Naraguchi                                   | Naraguchi                                   |
| Brücke über Wasserlauf |                   | Kuma                                        | Kuma                                        |
| Haltepunkt / Haltestelle | 45,3              | Watari                                      | Watari                                      |
| Haltepunkt / Haltestelle | 48,4              | Nishi-Hitoyoshi                             | Nishi-Hitoyoshi                             |
| Bahnhof | 51,8              | Hitoyoshi (106,6 m)                         | Hitoyoshi (106,6 m)                         |
| Abzweig geradeaus und nach links |                   | Kumagawa Tetsudō Yunomae-Linie              | Kumagawa Tetsudō Yunomae-Linie              |
| Brücke über Wasserlauf |                   | Kuma                                        | Kuma                                        |
| Tunnel |                   | 3 Tunnel                                    | 3 Tunnel                                    |
| Bahnhof | 62,2              | Okoba (294,1 m)                             | Okoba (294,1 m)                             |
| Tunnel |                   | 5 Tunnel                                    | 5 Tunnel                                    |
| Haltepunkt / Haltestelle | 71,7              | Yatake (536,9 m)                            | Yatake (536,9 m)                            |
| Tunnel |                   | Yatake-Daiichi-Tunnel (2096 m)              | Yatake-Daiichi-Tunnel (2096 m)              |
| Tunnel |                   | 4 Tunnel                                    | 4 Tunnel                                    |
| Bahnhof | 79,0              | Masaki (380 m)                              | Masaki (380 m)                              |
| Tunnel |                   | 5 Tunnel                                    | 5 Tunnel                                    |
| Abzweig geradeaus und von links |                   | Kitto-Linie (Ebino-Kōgen-Linie)             | Kitto-Linie (Ebino-Kōgen-Linie)             |
| Bahnhof | 86,8              | Yoshimatsu (213 m)                          | Yoshimatsu (213 m)                          |
| Tunnel |                   |                                             |                                             |
| Bahnhof | 94,3              | Kurino                                      | Kurino                                      |
| Abzweig geradeaus und ehemals nach rechts |                   | Yamano-Linie nach Minamata (bis 1988)       | Yamano-Linie nach Minamata (bis 1988)       |
| Tunnel |                   |                                             |                                             |
| Haltepunkt / Haltestelle | 100,8             | Ōsumi-Yokogawa                              | Ōsumi-Yokogawa                              |
| Brücke über Wasserlauf |                   |                                             |                                             |
| Haltepunkt / Haltestelle | 102,8             | Uemura                                      | Uemura                                      |
| Haltepunkt / Haltestelle | 106,5             | Kirishima-Onsen                             | Kirishima-Onsen                             |
| Tunnel |                   | 3 Tunnel                                    | 3 Tunnel                                    |
| Haltepunkt / Haltestelle | 112,3             | Kareigawa                                   | Kareigawa                                   |
| Haltepunkt / Haltestelle | 114,4             | Nakafukura                                  | Nakafukura                                  |
| Haltepunkt / Haltestelle | 116,8             | Hyōkiyama                                   | Hyōkiyama                                   |
| Tunnel |                   | 3 Tunnel                                    | 3 Tunnel                                    |
| Haltepunkt / Haltestelle | 121,6             | Hinatayama                                  | Hinatayama                                  |
| Abzweig geradeaus und von links |                   | Nippō-Hauptlinie von Kokura                 | Nippō-Hauptlinie von Kokura                 |
| Bahnhof | 124,2             | Hayato                                      | Hayato                                      |
| Strecke |                   | Nippō-Hauptlinie nach Kagoshima             | Nippō-Hauptlinie nach Kagoshima             |

Die Hisatsu-Linie (japanisch 肥薩線 Hisatsu-sen) ist eine Eisenbahnlinie auf Kyushu, Japan, die von JR Kyūshū betrieben wird. Sie ist benannt nach den früheren Namen der Provinzen, die sie verbindet: Higo, heute Präfektur Kumamoto und Satsuma, heute Präfektur Kagoshima. Die Linie zweigt in Yatsushiro von der Kagoshima-Hauptlinie ab und führt über Hitoyoshi und Yoshimatsu nach Hayato (Kirishima). Sie ist eingleisig und nicht elektrifiziert.

## Geschichte
Die Eisenbahn von Yatsushiro nach Hayato wurde als Teil der Kagoshima-Hauptlinie von Mojikō nach Kagoshima in mehreren Teilabschnitten eröffnet. Die Strecke von Hayato nach Yoshimatsu ist seit 1903 in Betrieb, im Jahr 1908 folgte die Verbindung von Yatsushiro nach Hitoyoshi und mit der Inbetriebnahme der Bergstrecke von Hitoyoshi nach Yoshimatsu im Jahr 1909 war die Kagoshima-Hauptlinie durchgehend befahrbar.
Ab 1927 wurde die Kagoshima-Hauptlinie zwischen Yatsushiro und Kagoshima über eine neue Strecke via Izumu und Satsumasendai entlang der Westküste geführt. Die Bergstrecke über Hitoyoshi und Yoshimatsu wurde fortan als Hisatsu-Linie bezeichnet.
Durch die Abwanderung des Verkehrs auf die längere, aber wegen der geringen Steigungen betrieblich günstigere Küstenstrecke verlor die Hisatsu-Linie zunehmend an Bedeutung. Die Eröffnung der teilweise parallel verlaufenden Kyūshū-Autobahn im Jahr 1995 führte zu einem weiteren Rückgang des Verkehrs. Die Strecke dient heute touristischen Zwecken und ist wirtschaftlich ohne Bedeutung.

## Streckenbeschreibung
Die Strecke führt vom Bahnhof Yoshimatsu zum rechten Ufer des Flusses Kuma. Kurz hinter Yoshimatsu werden die alte Kagoshima-Hauptlinie und die Shinkansen-Strecke nach Kagoshima unterquert. Im folgenden Abschnitt von Dan bis Watari führt die Trasse entlang des Flusses. Insgesamt 19 Tunnels sind erforderlich, um Steilufer zu umfahren und Schleifen abzukürzen. Die Strecke führt am rechten Ufer über Sakamoto und Haki. Hinter Kamase wechselt die Strecke auf einer imposanten Stahlbrücke ans linke Flussufer und passiert Shiroisho und Isshōchi. Kurz vor Watari wird der Fluss Kuma ein zweites Mal auf einer Stahlbrücke überquert. Nach wenigen Kilometern weitet sich das Tal und die Gleise führen in einiger Entfernung zum Fluss durch besiedeltes Gebiet und erreichen den Bahnhof der Stadt Hitoyoshi.
Nach dem Passieren der dritten Kuma-Brücke hinter Hitoyoshi beginnt der schwierigste Abschnitt der Hisatsu-Linie. Die Strecke biegt in ein Seitental des Kuma-Flusses ein und führt durch mehrere Tunnels bergauf. Wegen des zunehmend schwierigen Geländes wurde bei Okoba die Anlage einer Kreiskehre erforderlich. Der Bahnhof von Okoba liegt innerhalb der Kreiskehre und ist seinerseits Teil einer doppelten Spitzkehre. Hinter Okoba führt die Trasse durch weitere Tunnels steil bergan nach Yatake, der höchstgelegenen Station der Hisatsu-Linie.
Kurz hinter Yatake wird mit dem 2096 m lange Yatake-Daiichi-Tunnel der längste Tunnel der Strecke durchfahren. Am Nordeingang des Tunnels ist eine Tafel mit folgendem „Vier-Zeichen-Spruch“ 天険若夷 angebracht, etwa „Den schwierigsten Ort unter dem Himmel glatt gemacht.“ Auf der Südseite steht 引重致速, „Schwere Lasten schnell ans Ziel.“
Der folgende Streckenabschnitt verläuft in starkem Gefälle durch mehrere Sporntunnel am Berghang und bietet einen weiten Ausblick auf die das Ebino-Hochebene. Über die Zwischenstation Masaki, die ähnlich Okoba in einer doppelten Spitzkehre liegt, führt die Strecke in den Talgrund hinab zur Station Yoshimatsu.

## Verkehr

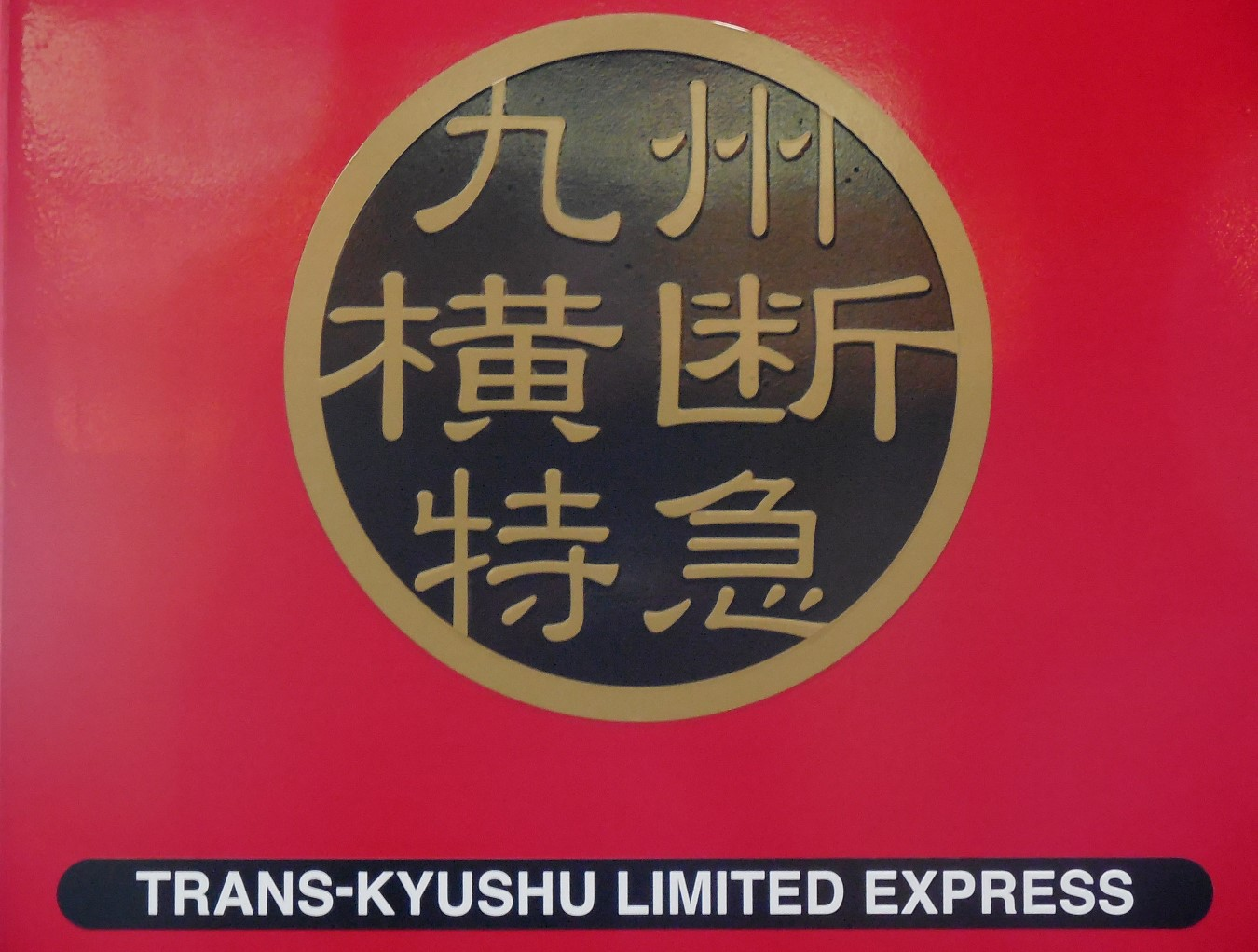
Logo des Trans-Kyūshū-Express

Vor allem das Stück zwischen Hitoyoshi und Yoshimatsu wird wegen seiner schönen Ausblicke als „Ebino-Hochebene-Strecke“ (えびの高原線, Ebinokōgen-sen) gerühmt. Der Express hält zum Aussteigen in den Bahnhöfen Okoba und Masaki und hält außerdem zweimal zum Fotografieren auf freier Strecke.
Es gibt keine durchgehenden Züge auf der Hisatsu-Linie, aber folgende Möglichkeiten:
- Seit 2004 bietet der Kyūshū Ōdan Tokkyū (九州横断特急, engl. Trans-Kyushu Limited Express) eine Direktverbindung von Beppu via Ōita, Aso und Kumamoto nach Hitoyoshi.
- Von Kumamoto erreicht man Hitoyoshi auch mit dem Limited Express Kumagawa.
- von Yoshimatsu bis Kagoshima gibt es den Limited Express Hayato no kaze.

Alle Express-Züge fahren auf der Strecke auf Anschluss.

### Isaburō – Shinpei
Zwischen Hitoyoshi und Yoshimatsu verkehren täglich zwei Lokalzugpaare. Die Züge ab Hitoyoshi sind nach Yamagata Isaburō (1858–1927), zur Zeit der Entstehung der Hisatsu-Linie Minister für Transport, Post und Telekommunikation im Kursbuch als "Isaburō 1" und "Isaburō 3" eingetragen. Die Gegenzüge ab Yoshimatsu tragen im Kursbuch den Namen "Shinpei 2" und "Shinpei 4", nach Gotō Shinpei (1857–1929), dem seinerzeitigen Präsidenten des Eisenbahnamtes. Die Züge halten an allen Stationen, die Fahrpläne sind aber mit längeren Aufenthalten an den Zwischenbahnhöfen und Halten an Aussichtspunkten auf freier Strecke angepasst. Für diese Züge wurden drei ehemalige Vorort-Triebwagen der Baureihe KIHA 147 umgebaut, mit einer neuen Inneneinrichtung ausgestattet und mit einer besonderen roten Farbgebung versehen. Die Züge zeigen an der Stirnseite auf Japanisch und auf Lateinisch die Vornamen der Namensgeber. Auf Lateinisch übernimmt die Anzeige das ou aus der japanischen Umschrift und weicht mit "Isaburou-Shinpei" von der üblichen Transkription ab.

### SL Hitoyoshi
In den Monaten März bis November verkehren mehrmals pro Woche Dampfzüge zwischen Kumamoto via Yatsushiro nach Hitoyoshi. Die Wagengarnitur besteht aus drei vierachsigen Personenwagen mit besonderer Inneneinrichtung und Aussichtsfenstern an den Stirnwänden der Endwagen. Seit 2009 werden die Züge von der 1'C Lokomotive 58654 "Hitoyoshi" befördert. Die Züge fahren morgens von Kumamoto nach Hitoyoshi, von dort kehren sie nach fünfstündigem Aufenthalt nach Kumamoto zurück. Wegen der großen Nachfrage besteht Reservierungspflicht.

## Kunstbauwerke

### Brücken
An der Hisatsu-Linie gibt es drei große Brücken über den Fluss Kuma.

## Bahnhöfe

### Okoba
Der Bahnhof Okoba liegt abseits der Ortschaft in der gleichnamigen Kreiskehre. Bedingt durch die topographischen Verhältnisse und die betrieblichen Anforderungen hat Okoba einen ungewöhnlichen Gleisplan. Die Strecke von Hitoyoshi durchquert den im Bogen und einer 25 ‰-Steigung liegenden Tanabe-Tunnel und erreicht den Bahnhof mit zwei Bahnsteiggleisen an einem Mittelbahnsteig und einem Abstellgleis. Okoba ist ein Kopfbahnhof. Bergwärts fahrende Züge drücken zurück in ein langes Ziehgleis, dessen Ende über dem Tanabe-Tunnel liegt und fahren nach einem abermaligen Richtungswechsel durch einen kurzen Tunnel und den offenen Teil der Kreiskehre. Am Ende der Kehre passiert die Strecke den Bahnhof in Sichtweite und überquert kurz danach den Tanabe-Tunnel. Zu Zeiten des Dampfbetriebes mussten die meisten bergfahrenden Züge ab Okoba nachgeschoben werden. Die Lokomotive wurde vor der Ausfahrt in die Spitzkehre an den Zug gesetzt. Bis zum Ende der Dampflokzeit gab es in Okoba einen Wasserturm, dessen Sockel heute noch existiert.

### Yatake
Die Station Yatake liegt am Scheitelpunkt der Bergstrecke und ist heute Haltepunkt für Lokalzüge. In einer Halle am Bahnhof ist die Dampflok D51 170 hinterstellt, die während des Aufenthaltes der Züge besichtigt werden kann.

### Masaki
Der kleine Bahnhof wird wegen seines Namens „Wahres Glück“ (真幸, Masaki) geschätzt. Es werden Votiv-Tafeln (Ema) aufgehängt, Brautpaare lassen sich dort fotografieren. Die beliebten Bahnsteigkarten für Masaki kann immer noch in den Bahnhöfen Hitoyoshi und Yoshimatsu erwerben.

### Kareigawa
Der frühere Bahnhof und heutige Haltepunkt besteht seit Eröffnung des südlichen Streckenteils im Jahr 1903. Die Station ist seit 1984 unbesetzt. Im Jahr 2003 wurde das Stationsgebäude an die Stadt verkauft und im Jahr 2006 unter Denkmalschutz gestellt.

## Unfälle
Am 8. August 1945 ereignete sich ein schwererer Eisenbahnunfall im 2. Yamagami-Tunnel. Ein nachgeschobener Militärzug mit demobilisierten Soldaten war im Tunnel liegengeblieben. Viele Reisende befürchteten, in der verqualmten Tunnelröhre zu ersticken und verließen den Zug Richtung Tunnelausgang. Währenddessen löste das Personal die Bremsen. Der zurückrollende Zug erfasste die flüchtenden Menschen und tötete mehr als 50 von ihnen. Seit 1963 erinnert ein Mahnmal an den tragischen Vorfall.
1972 kam es durch starke Regenfälle zu einem Erdrutsch, der den Bahnhof Masaki mit Sand und Steinen zudeckte. Ein Stein von 8 t, der am Bahnsteig liegt, zeugt noch heute von dem Vorfall. Menschen kamen anscheinend nicht zu Schaden.
Eine zweiteilige Triebwageneinheit fuhr am 15. Dezember 2012 zwischen Setoishi and Kaiji in einen Felssturz, worauf eine Achse des vordersten Drehgestells entgleiste. Das Zugpersonal und die 45 Reisenden blieben unverletzt.

## Bilder

Hisatsu-Linie – 肥薩線
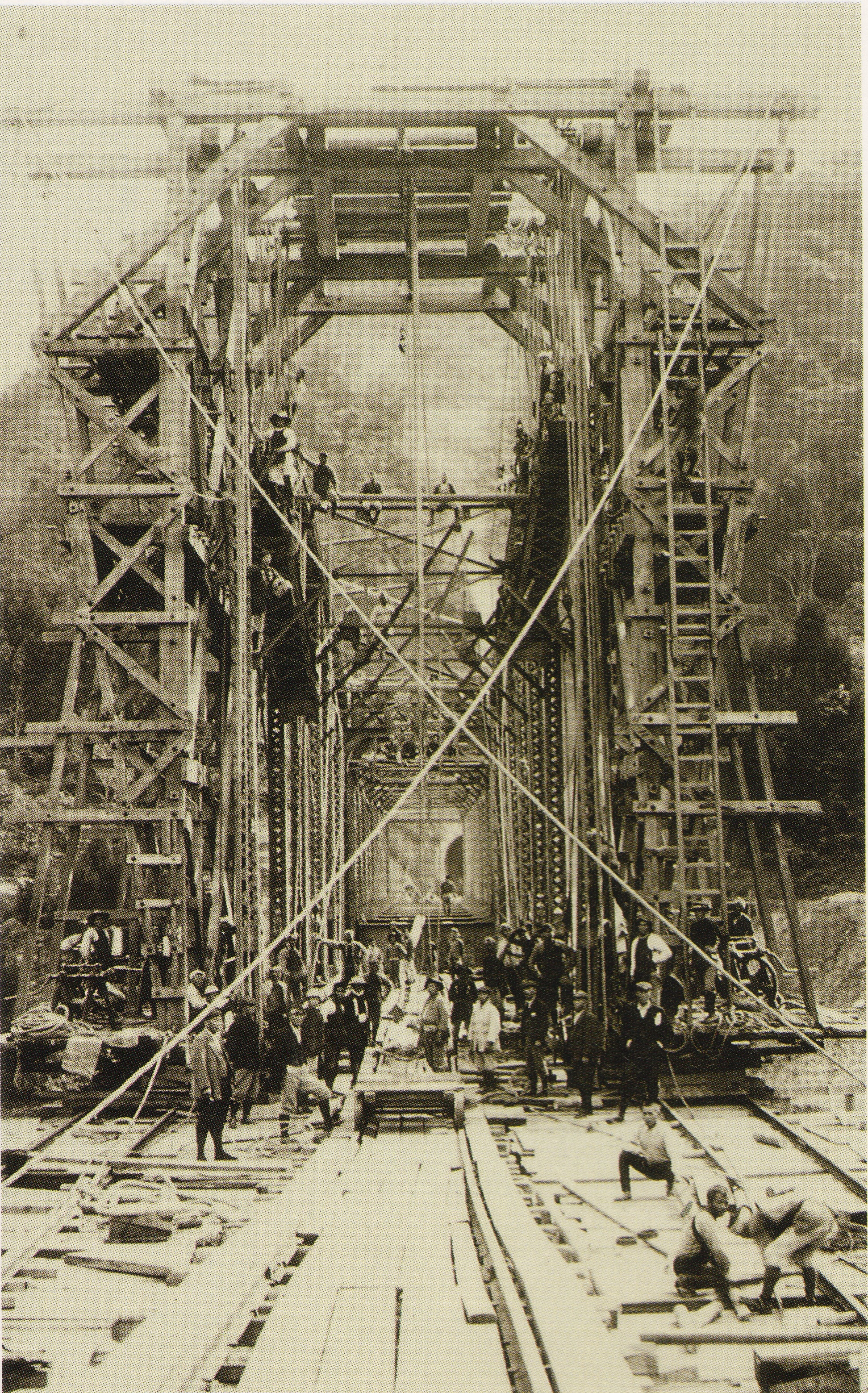
Kuma-Brücke Nr. 1 im Bau, 1908
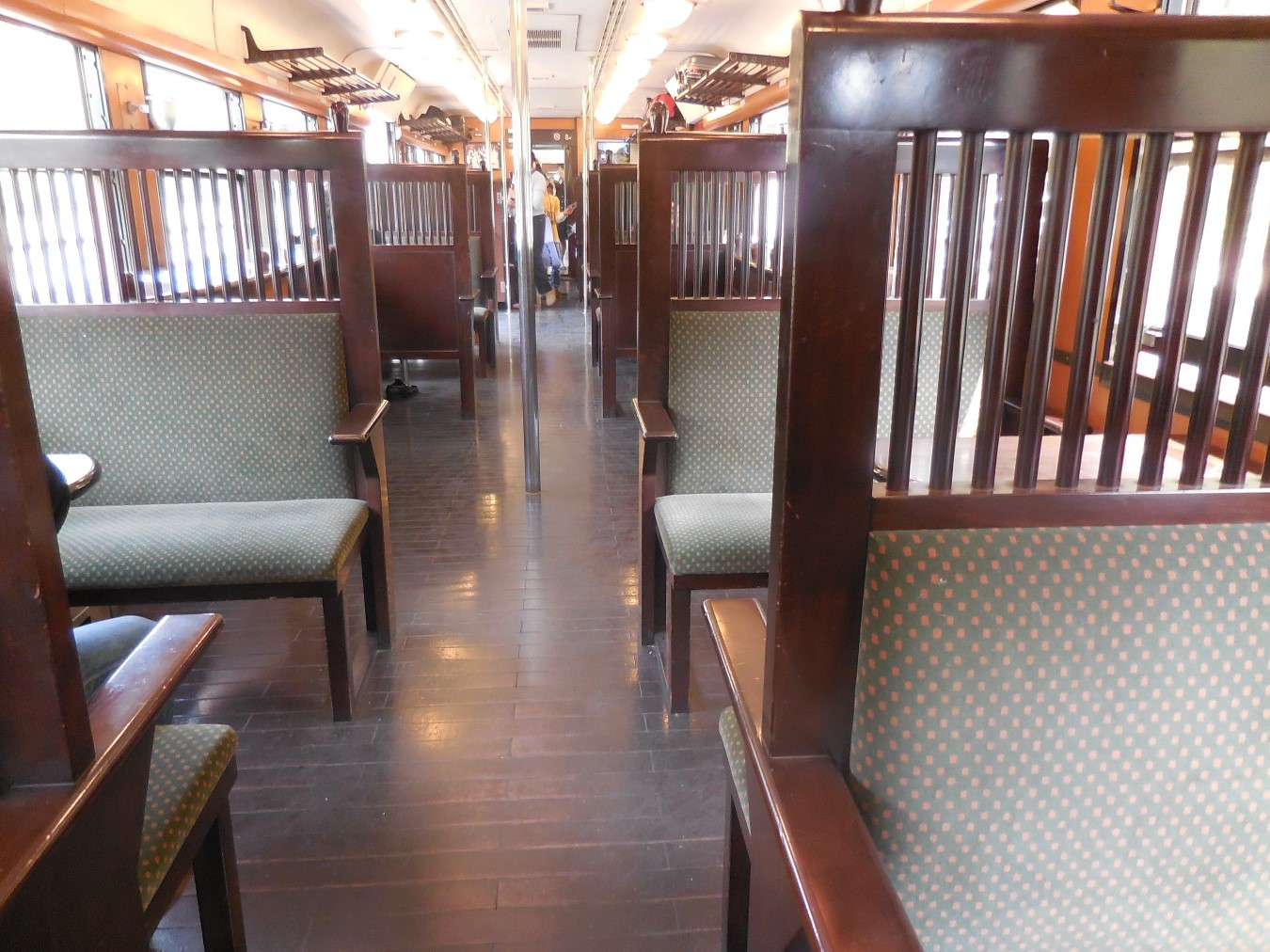
Zug-Inneres
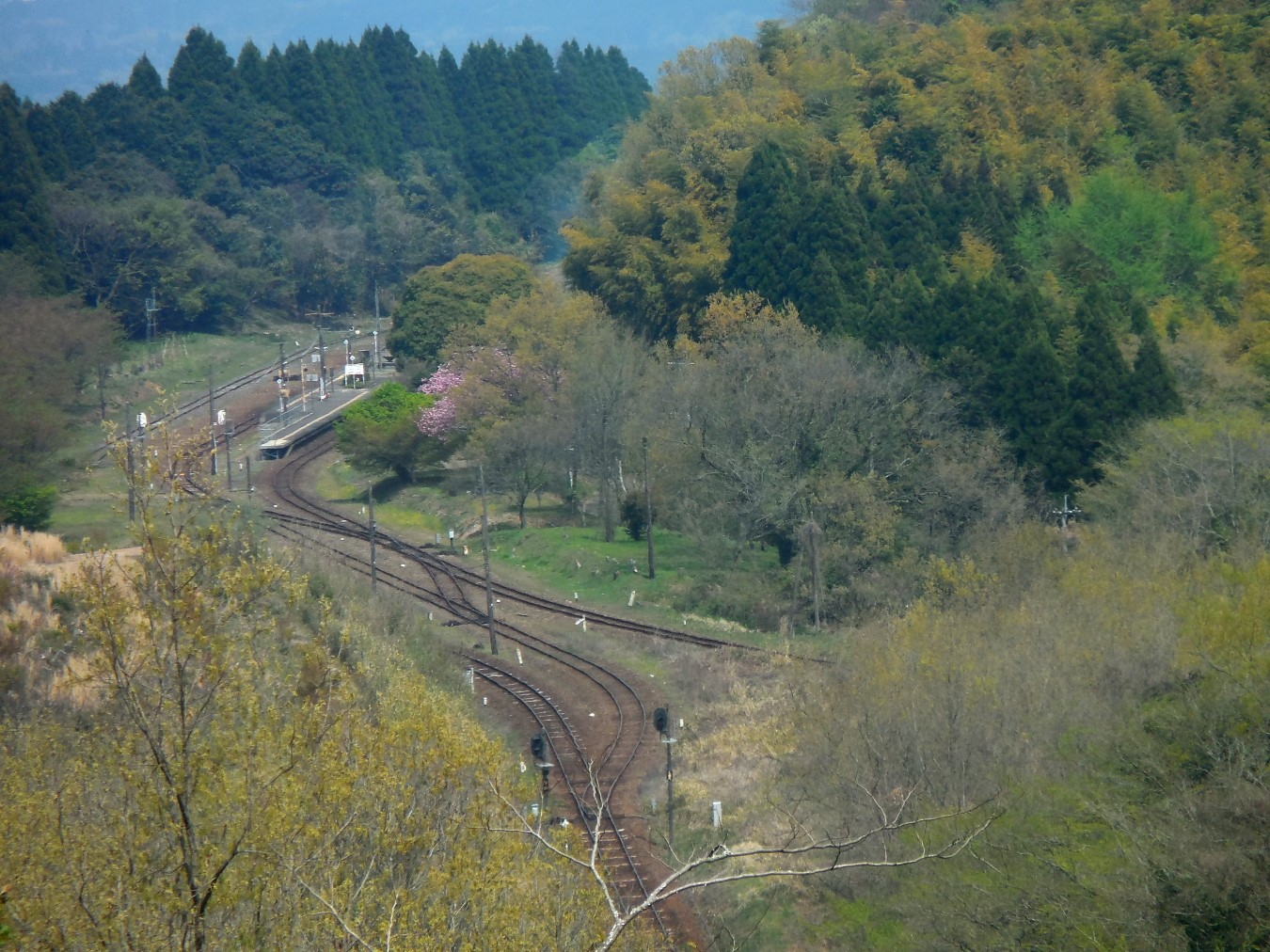
Bhf. Okoba von oben
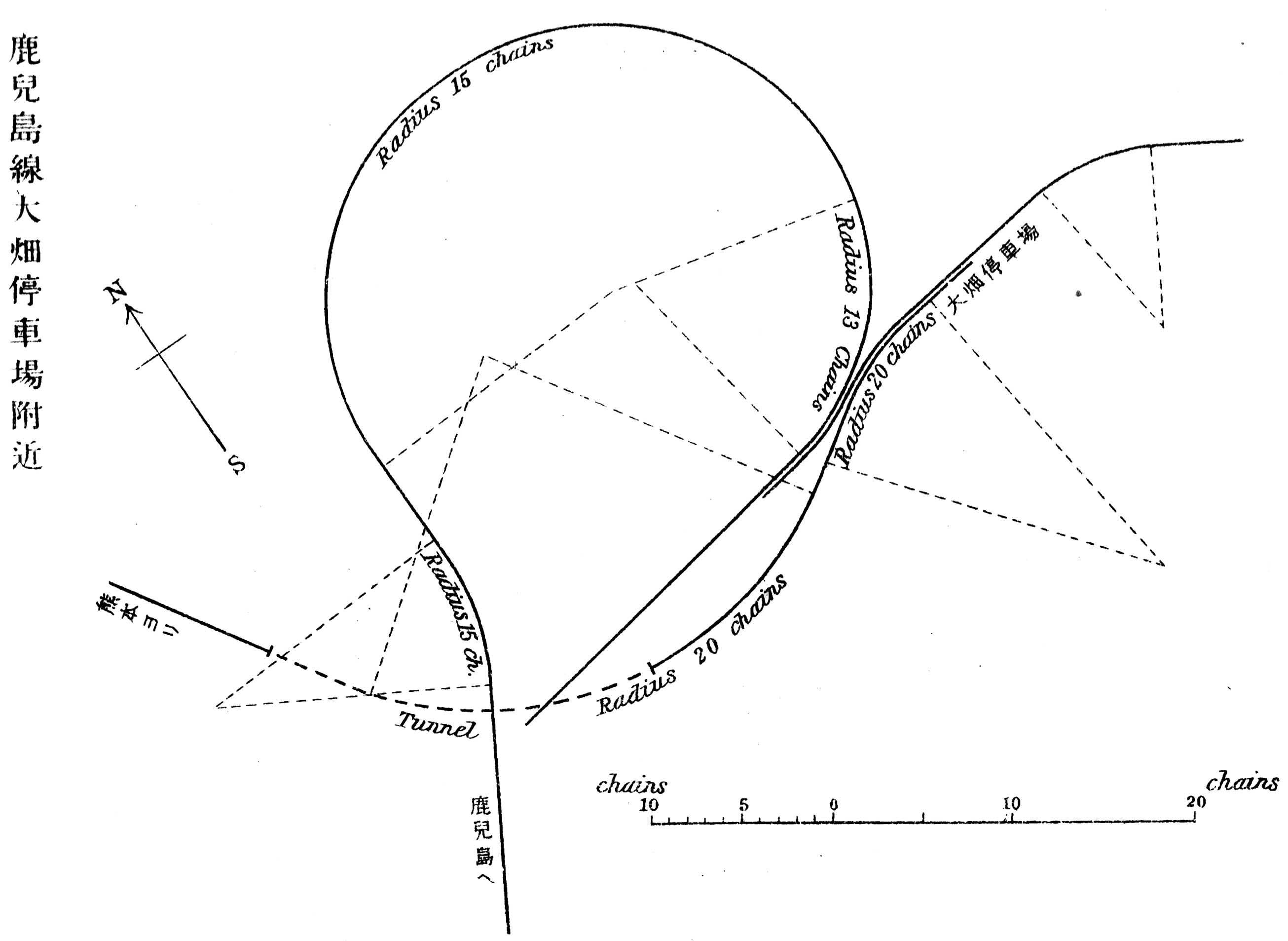
Bahnschleife und Tanabe-Tunnel
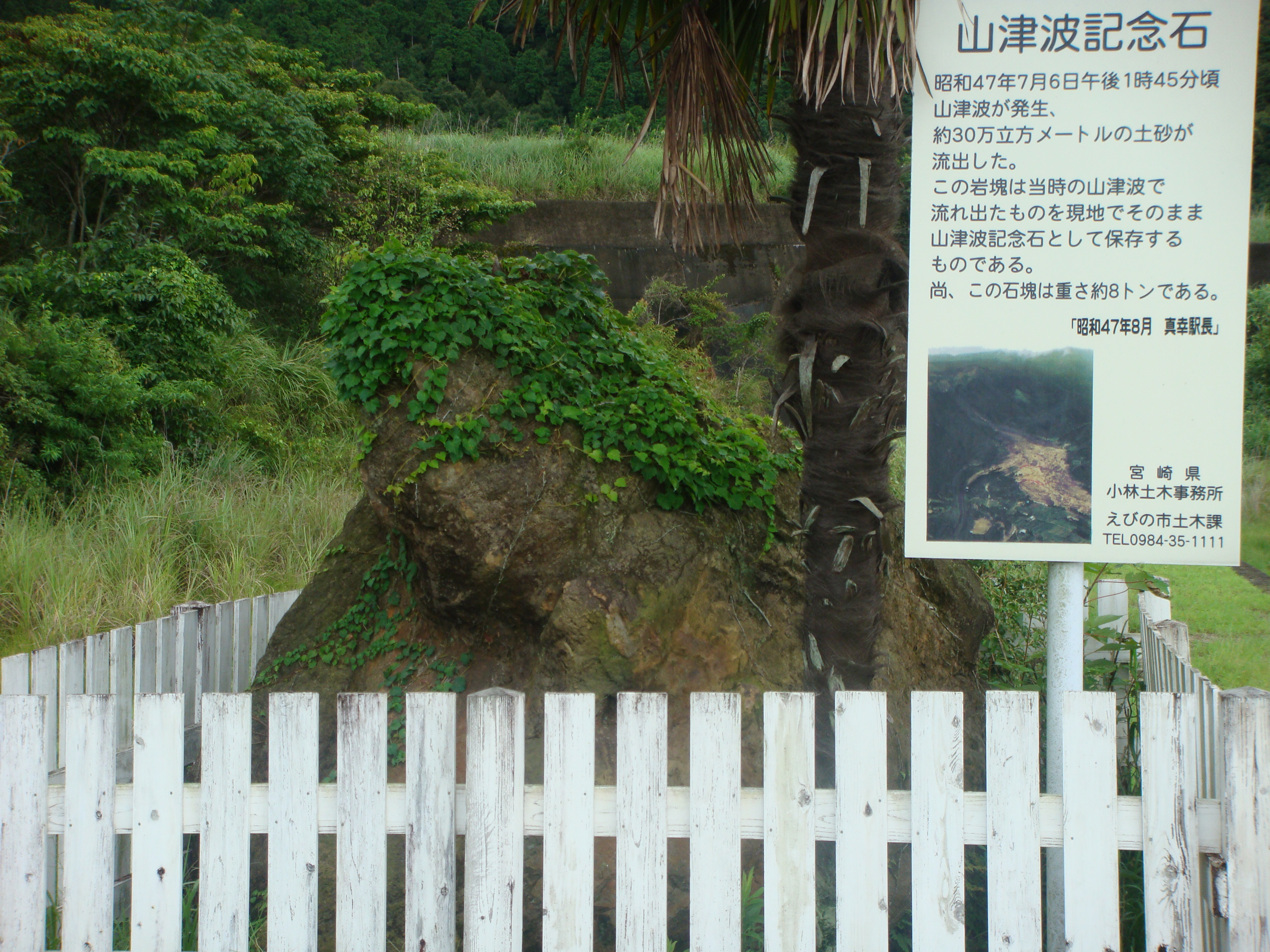
Erinnerung an den Erdrutsch 1972
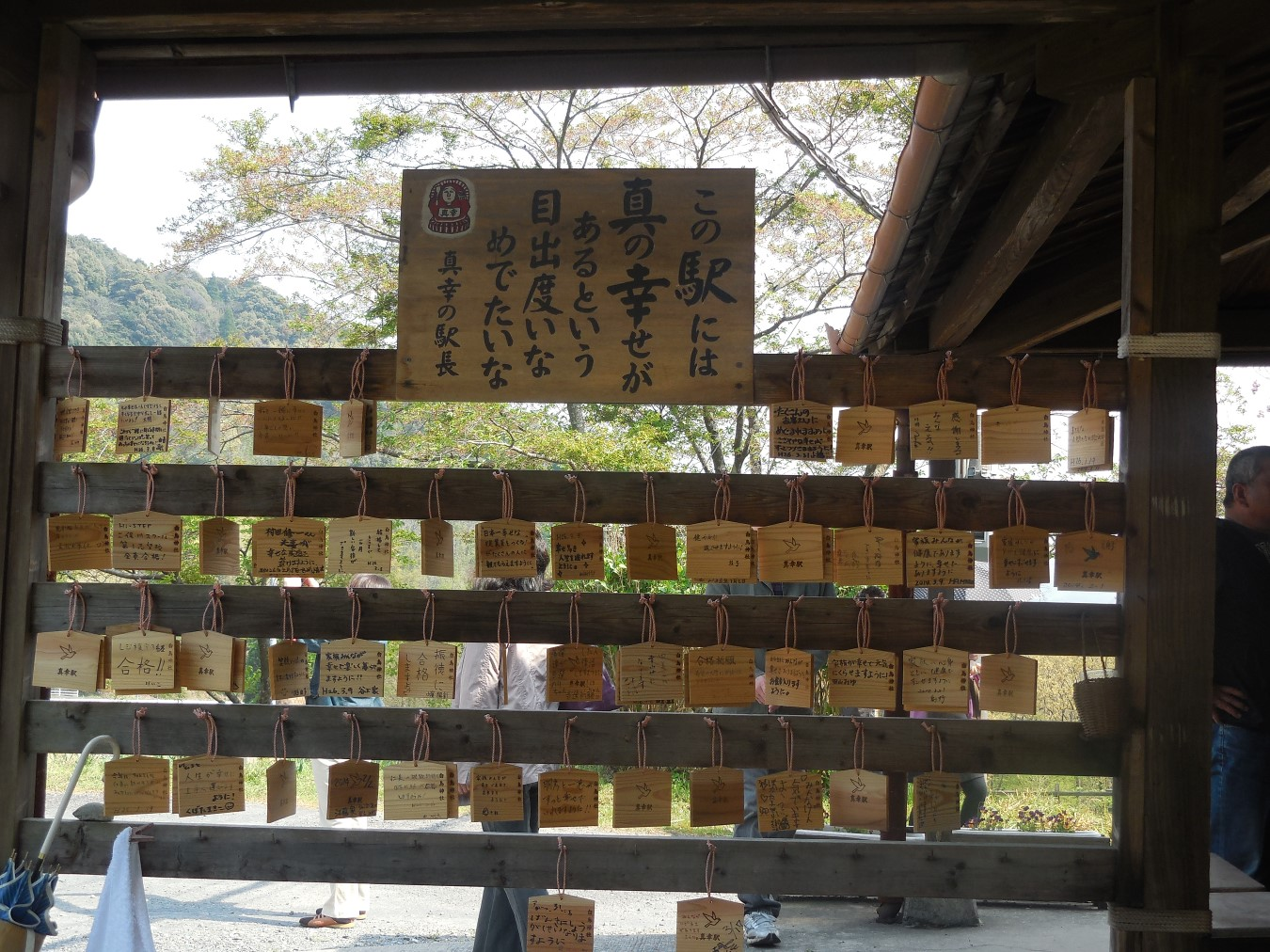
Votiv- bzw. Wunschtäfelchen am Bahnhof Masaki

## Haltestellen
| Haltestelle     | Strecke [km] | Anschluss                                           | Ort/Präfektur | Ort/Präfektur |
| --------------- | ------------ | --------------------------------------------------- | ------------- | ------------- |
| Yatsushiro      | 0,0          | Kagoshima-Hauptlinie „Hisatsu Orange Tetsudō“-Linie | Yatsushiro    | Kumamoto      |
| Dan             | 5,2          |                                                     | Yatsushiro    | Kumamoto      |
| Sakamoto        | 11,0         |                                                     | Yatsushiro    | Kumamoto      |
| Haki            | 14,4         |                                                     | Yatsushiro    | Kumamoto      |
| Kamase          | 16,8         |                                                     | Yatsushiro    | Kumamoto      |
| Setoishi        | 19,6         |                                                     | Yatsushiro    | Kumamoto      |
| Kaiji           | 23,5         |                                                     | Ashikita      | Kumamoto      |
| Yoshio          | 26,7         |                                                     | Ashikita      | Kumamoto      |
| Shiroishi       | 29,8         |                                                     | Ashikita      | Kumamoto      |
| Kyūsendō        | 34,9         |                                                     | Kuma          | Kumamoto      |
| Isshōchi        | 39,8         |                                                     | Kuma          | Kumamoto      |
| Naraguchi       | 42,4         |                                                     | Kuma          | Kumamoto      |
| Watari          | 45,3         |                                                     | Kuma          | Kumamoto      |
| Nishi-Hitoyoshi | 48,4         |                                                     | Hitoyoshi     | Kumamoto      |
| Hitoyoshi       | 51,8         | Kumagawa Tetsudō Yunomae-Linie                      | Hitoyoshi     | Kumamoto      |
| Okoba           | 62,2         |                                                     | Hitoyoshi     | Kumamoto      |
| Yatake          | 71,7         |                                                     | Hitoyoshi     | Kumamoto      |
| Masaki          | 79,0         |                                                     | Ebino         | Miyazaki      |
| Yoshimatsu      | 86,8         | Kitto-Linie (Ebino-Kōgen-Linie)                     | Yūsui         | Kagoshima     |
| Kurino          | 94,3         |                                                     | Yūsui         | Kagoshima     |
| Ōsumi-Yokogawa  | 100,8        |                                                     | Kirishima     | Kagoshima     |
| Uemura          | 102,8        |                                                     | Kirishima     | Kagoshima     |
| Kirishima Onsen | 106,5        |                                                     | Kirishima     | Kagoshima     |
| Kareigawa       | 112,3        |                                                     | Kirishima     | Kagoshima     |
| Nakafukura      | 114,4        |                                                     | Kirishima     | Kagoshima     |
| Hyōkiyama       | 116,8        |                                                     | Kirishima     | Kagoshima     |
| Hinatayama      | 121,6        |                                                     | Kirishima     | Kagoshima     |
| Hayato          | 124,2        | Nippō-Hauptlinie                                    | Kirishima     | Kagoshima     |